# Дзкнагет
Дзкнагет (арм. Ձկնագետ) — река в Армении, в Тавушской и Гегаркуникской областях.

## Гидрография
Исток реки расположен на восточном склоне горы Угео Памбакского хребта на высоте около 2600 метров. Река протекает в небольшом ущелье, впадает в озеро Севан на высоте 1896 метров возле села Цовагюх. Длина реки 22 км. Из впадающих в Малый Севан рек — вторая по объёму потока после Гаварагета. Площадь водосборного бассейна 90,5 км². Питание реки дождевое и талое в годовом разрезе около 80 %.
Летом и зимой сильно мелеет. В 1961—1991 гг. поток воды имел тенденцию к уменьшению. В 1991—2006 гг. снежные осадки в бассейне упали на 20 мм. В марте 2018 г. наблюдался повышенный поток воды — 5,20 м³/с.

## Флора и фауна
Пойма заболочена и имеет редкую кустарниковую поросль. В долине реки есть остатки леса.
Основу бентофауны составляют литореофильные животные. Доминантной рыбой в реке является армянская быстрянка (лат. Alburnoides bipunctatus armeniensis), впервые обнаруженная в 2005 году в устье. В 2015 г возле устья реки в Севан было выпущено 389 800 мальков севанской форели. 20 мая 2012 г. в пойме реки была встречена веерохвостая цистикола — новый вид для фауны Армении.

## Хозяйственное значение
Вода используется для орошения. Качество воды колеблется от «невысокого» до «высокого», соответствует первому классу IBE.
В 2017 году Правительство РА рассматривало проект постановления о запрете строительства малых ГЭС, в том числе и на Дзкнагете.